# 李呈芳
李呈芳（？—？），辽东人，是一名清朝政治人物。举人出身。
李呈芳曾于康熙十七年（1678年）接替萧来鸾任延平府知府一职，康熙十九年（1680年）由梁允植接任。